# Südtirol Arena Alto Adige d'Antholz-Anterselva
La Südtirol Arena Alto Adige d’Antholz-Anterselva est un stade de biathlon qui accueille chaque année au mois de janvier une étape de la Coupe du monde. Les championnats du monde s'y sont également déroulés à six reprises (entre 1975 et 2020). Le site accueillera les épreuves de biathlon des Jeux olympiques d'hiver de 2026.

## Historique
L'installation, dont la construction a commencé en 1969, a ouvert ses portes en 1971. Le stade a connu son premier grand événement en 1975 avec l'organisation des Championnats du monde de biathlon. Cinq autres éditions des mondiaux suivront en 1976, 1983, 1995, 2007 et 2020. 
La Südtirol Arena Alto Adige d'Antholz-Anterselva fait partie des sites « historiques » et incontournables de la Coupe du monde de biathlon, à l'instar des stades de Ruhpolding, Hochfilzen ou Oberhof. La Coupe du monde a en effet fait étape à Antholz-Anterselva dès la première édition, en 1978, et y revient normalement tous les ans. 
L'atout principal du stade d'Antholz-Anterselva est la qualité d'enneigement du site en hiver, favorisé notamment par l'altitude. Ainsi, lors de la saison 2000-2001, marquée par un début d'hiver doux sur une grande partie de l'Europe, la Südtirol Arena a accueilli pas moins de 4 étapes de la Coupe du monde, reprenant en urgence les trois étapes du début de saison en décembre qui ne pouvaient se dérouler sur les sites initialement prévus, faute de neige. 
Le stade a été modernisé à partir de 2006 : la tribune des spectateurs a été agrandie et un bâtiment a été construit pour les juges de compétition. Les dépenses totales se sont élevées à 6,9 millions d'euros.
L'arrivée est modifiée en 2024 en vue des épreuves de biathlon aux Jeux olympiques de 2026. Cette nouvelle configuration est utilisée en janvier 2025 lors des épreuves de Coupe du monde de la saison 2024-2025.

## Localisation
L'Arena est située au fond de la vallée d'Antholz-Anterselva (vallée latérale du val Pusteria) à une altitude de 1 600 m, près du lac d'Anterselva. C'est, après le site américain de Soldier Hollow qui a été intégré au circuit en 2024, le plus haut site de biathlon de la Coupe du monde.